# Шинкаренко Василь Федорович
Василь Федорович Шинкаренко (нар. 11 лютого 1946, Заїчинці) — відомий вчений в галузі генетичної і структурної електромеханіки і системології, доктор технічних наук, професор, академік Академії наук вищої освіти України, завідувач кафедри електромеханіки НТУУ «Київський політехнічний інститут».

## Життєпис
Шинкаренко В. Ф., корінний заїчинець, народився в 1946 р. У 1953—1964 рр. навчався в Заїчинській середній школі, яку закінчив зі срібною медаллю. У 1969 закінчив Київський політехнічний інститут за спеціальністю «Електричні машини і апарати». З 1969 по 1991 працював у Особливому конструкторському бюро лінійних електродвигунів (інженер-конструктор (1969), заступник директора ОКБ з наукової роботи (з 1971)). З 1991 працює в КПІ (доцент кафедри електромеханіки (1991—1999), завідувач кафедри електромеханіки (з 1999)). Кандидат технічних наук (1986), доктор технічних наук (1995), професор (2001), академік АН ВО України (2012). Автор численних наукових праць (понад 200), автор і співавтор 110 авторських свідоцтв і патентів на винаходи. Підготував двох докторів наук і двох кандидатів наук. Автор книги «Заїчинська долина», художник. Нагороджений медалями ВДНГ УРСР та СРСР, нагрудним знаком «Винахідник СРСР».
Попередня робота, посади:
- Особливе конструкторське бюро лінійних електродвигунів (ОКБ ЛЕД), г. Киев:
- (1969—1972), інженер-конструктор;
- (1973—1991), заступник директора ОКБ з наукової роботи;
- 1986, захист кандидатської дисертації, присвоєно вчений ступінь кандидата технічних наук;
- Національний технічний університет «Київський політехнічний інститут», м Київ:
- (1991—1999) — викладацька робота на посаді доцента кафедри електромеханіки;
- 1995 — присвоєно вчене звання доцента кафедри електромеханіки;
- 1995 — захист докторської дисертації, присвоєно вчений ступінь доктора технічних наук;
- 2001 — присвоєно вчене звання професора кафедри електромеханіки;
- з 1999 — по теперішній час — завідувач кафедри електромеханіки;
- 2012 — обраний академіком АН ВО України.

Наукові результати:
- засновник і керівник наукової школи «Генетична і структурна електромеханіка».
- з 2000 р — науковий керівник науково семінару «Структурно-системні дослідження в електромеханіці»;
- опублікував 190 наукових робіт;
- автор і співавтор 110 авторських свідоцтв і патентів на винаходи;
- підготував двох докторів наук і двох кандидатів наук;

розробив нові наукові напрямки:
- "Генетична і структурна *"Генетичне передбачення в науці і техніці";
- «Генетична систематика електромеханічних перетворювачів енергії»;
- «Розшифровка геному і створення генетичних банків інновацій в галузі структурної електромеханіки»;* «Періодичні породжуючі системи в живій і неживій природі»;
- «Інноваційні технології в університетській освіті».

Представництво і членство:
- член експертної ради Вищої атестаційної комісії України-(2000—2006);
- член Науково-методичної ради Міністерства освіти і науки України в галузі знань «Електротехніка та електромеханіка»;
- член вченої ради НТУУ «КПІ»;
- член спеціалізованих рад із захисту кандидатських і докторських дисертацій Інституту електродинаміки НАН України та Севастопольського Національного технічного університету (2010—2012);
- член вченої ради «Наукові основи електроенергетики» НАН України;
- член вченої сонета державного політехнічного музею при НТУУ «КПІ»
- член редколегій наукових журналів:

«Електротехнічні та комп'ютерні системи» (м. Одеса);
«Електротехніка та електромеханіка» (м. Харків),
«Дослідження з історії техніки» (м. Київ),
«Енергетика, економіка, екологія, технології» (м. Київ);
«Електромеханічні і енергозберігаючі системи» (м. Кременчук).

## Праці
- Розпізнавання генетичних програм функціонального класу складних електромеханічних систем за інформацією його довільного представника / В. Ф. Шинкаренко, Ю.  В. Гайдаєнко, Л. М. Кобзенко, П. В. Отрішко // Електромеханічні і енергозберігаючі системи, № 1, 2014. — С. 57 — 65.
- Shynkarenko V. Genetic programs of developing man-made systems as a source of system information about the problems of the past and future. Material of Workshop «Information Security — International Training Workshop». Kyiv, Ukraine, 2014. — P.p. 34 — 46.
- Моделирование и инновационный синтез полифункциональных электромеханических преобразователей энергии. Монография / В. Ф. Шинкаренко, Н. Н. Заблодский, В. Е. Плюгин. — Алчевск, 2012. — 263 с.
- Шинкаренко В. Ф. Генетическое предвидение как системная основа в стратегии управления инновационным развитием технических систем. Праці Таврійського державного агротехнічного університету. Вип. 11, том 4, 2011. — С. 3 — 19.
- Шинкаренко Василь Федорович. Заїчинська долина. Історико-краєзнавчі нариси, спогади. — К. : Видавець Карпенко В. М., 2011. — 248 с. — ISBN 966-1516-49-5.
- Шинкаренко Василь Федорович. Основи теорії еволюції електромеханічних систем / Василь Федорович Шинкаренко; В.о. Нац. техн. ун-т України «Київський політехнічний інститут».– К. : Наукова думка, 2002.– 288 с. : іл.
- Розробка науково-методичних засад технології структурного передбачення та рекомендацій щодо її використання в інноваційних проектах електромеханіки: звіт про НДР (заключ.) [Архівовано 17 листопада 2017 у Wayback Machine.] / НТУУ «КПІ» ; кер. роб. В. Ф. Шинкаренко. - К., 2012. - 328 л. + анот. звіт + акти + CD-ROM. - Д/б № 2311-ф
- Генетические принципы структурообразования гибридных электромеханических систем / В. Ф. Шинкаренко, Ю. В. Гайдаенко // Вісник КДУ імені Михайла Остроградського.  Випуск 3/2010 (62).  Частина 2. – C. 47-50.
- Метод инновационного синтеза электромеханических объектов в поисковых задачах с нечеткой исходной информацией / В. Ф. Шинкаренко, В. В. Лысак // Електротехніка і електромеханіка. - 2010. - № 5. – С. 34-38.
- Принципы структурной организации электромеханических объектов с электромагнитной инверсией / В. Ф. Шинкаренко, В. В. Лысак // Електромеханічні і енергозберігаючі системи. Щоквартальний науково-виробничий журнал. – Кременчук: КрНУ, 2011. – Вип. 3/2011 (15). – C. 103—106.
- Шинкаренко, В. Ф. Генетическое предвидение как системная основа в стратегии управления инновационным развитием технических систем / Шинкаренко В. Ф. // Праці Таврійського державного агротехнічного університету. – 2011. - Вип. 11, том 4–.  С. 3–19.
- Генетические программы структурной эволюции функциональных классов электромеханических систем / В. Ф. Шинкаренко, В. В. Лысак // Електротехніка і електромеханіка. - 2012. - № 2. – С. 56–62.
- Шинкаренко, В. Ф. Історія техніки в контексті генетичної коеволюції природних і антропогенних систем / Шинкаренко В. Ф. // Дослідження з історії техніки. – 2014. – Вип. 19. – С. 15–21.
- Шинкаренко, В. Ф. Решение задач поискового проектирования магнитных сепараторов с использованием структурно-системного подхода / В. Ф. Шинкаренко, М. В. Загирняк, И. А. Шведчикова // Изв. вузов. Электромеханика. - 2010. - N1. - С. 69-76.
- Шинкаренко, В. Ф. Уровни представления знаний и классы решаемых задач в технологии генетического предвидения / Шинкаренко В. Ф. // Електротехніка i електромеханіка. – 2009 р. – Вип. 6. – С. 31–36.
- Шинкаренко, В. Ф. На пути к расшифровке генома электромеханических преобразователей энергии / Шинкаренко В. Ф. // Темат. вип.:" Проблеми сучасної електротехніки". – 2004/3. – С. 40-47.
- Генетический анализ и систематика видов асинхронных машин поступательного движения (род плоских) [Архівовано 16 листопада 2017 у Wayback Machine.] / В. Ф. Шинкаренко, А. А. Августинович // НТУ" ХПИ". – 2003.
- Шинкаренко, В.Ф Принципы построения эволюционной систематики структур электромеханических систем / Шинкаренко В. Ф. // Техн. электродинамика. – 2004. – Вип. 2. – С. 45–49.
- Шинкаренко, В.Ф Генетические программы структурной эволюции антропогенных систем (междисциплинарный аспект) / Шинкаренко В. Ф. // Праці Таврійського державного агротехнологічного. – 2013. – Вип. 4. – Т. 13р. – С. 11–20.
- Генетический подход к созданию сложных технических систем / Ю. Н. Кузнецов, В. Ф. Шинкаренко // Технологічні комплекси. – 2012 – Вип. 1-2. – С. 021—029.
- Категория рода в таксономической структуре эволюционной систематики электрических машин / В. Ф. Шинкаренко, Н. А. Платкова". – НТУ" ХПИ". – 2003.
- Шинкаренко В. Ф. Основы теории эволюции электромеханических систем / Шинкаренко В. Ф. – Киев, Наукова думка. – 2002.
- Еволюційний синтез нових видів електромеханічних перетворювачів енергії технологічного призначення з використанням моделей макроеволюції / В. Ф. Шинкаренко, С. А. Безсонов // Вісник НТУ" ХПІ". Темат випуск. – Вип. 16. – 2001. – С. 171—173.
- Генетические программы сложных, развивающихся систем. Ч. 1, 2 / В. Ф. Шинкаренко, Ю. Н. Кузнєцов // Труды Междунар. науч. конф."Унитех. – Т. 11. – С. 33–54.
- Генетическоемоделирование и структура генома электротепломеханических преобразователей энергии технологического назначения / В. Ф. Шинкаренко, Н. Н. Заблодский // Восточно-европ. ж-л передов. технологий. – 2004. – Вип. 2. – С. 8.
- Объектно-ориентированное проектирование электромеханических преобразователей энергии с совмещенными функциями[недоступне посилання з вересня 2019] / Н. Н. Заблодский, В. Е. Плюгин. – 2011.
- Макрогенетический анализ и ранговая структура систематики магнитных сепараторов [Архівовано 16 листопада 2017 у Wayback Machine.] / В. Ф. Шинкаренко, М. В. Загирняк, И. А. Шведчикова. – НТУ" ХПИ". – 2009.
- Структурная изомерия и ее моделирование в задачах генетического синтеза электромеханических структур / В. Ф. Шинкаренко, А. А. Августинович, В. В. Лысак // Електротехніка i електромеханіка – 2009. – Вип. 1&. – С. 33–36.
- Шинкаренко В. Ф. Актуальные проблемы и задачи генетической электромеханики / Шинкаренко В. Ф. // Труды III Междунар. науч. - техн. конф.. – 2007. – С. 27.
- моделирование внутривидовой структуры электромеханических преобразователей энергии[недоступне посилання з серпня 2019] / В. Ф. Шинкаренко, А. А. Августинович, О. С. Нестыкайло. – 2006.
- Теория и практика управляемой эволюции на уровне произвольных Видов электромеханических преобразователей энергии / В. Ф. Шинкаренко, В. В. Котлярова // Праці Тавр. держ. агротехнолог. ун. - ту.. – 2012. – Т 2. – С. 3–14.
- Эволюционные эксперименты в структурной электромеханике / В. Ф. Шинкаренко, В. В. Котлярова. – 2012. – С. 17–20.
- Спрямований пошук та синтез гомологічних рядів однообмоткових електромеханічних дезінтеграторів багатофакторної дії з інверсними магнітними полями / В. Ф. Шинкаренко, В. В. Лисак, М. М. Новікова // Електромеханічні і енергозберігаючі системи. – 2011. – С. 63–67.
- Оценка возможности использования электромеханического дезинтегратора в технологии приготовления водоугольного топлива[недоступне посилання з вересня 2019] / М. А. Филатов, В. Ю. Грицюк, M. A. Filatov, V. . Gritsyuk. – 2012.
- Обоснование принципов объектно-ориентированного проектирования электромеханических преобразователей энергии [Архівовано 16 листопада 2017 у Wayback Machine.] / В. Ф. Шинкаренко, Н. Н. Заблодский, В. Е. Плюгин. – НТУ" ХПИ". – 2011.
- Генетический синтез структур магнитных сепараторов [Архівовано 16 листопада 2017 у Wayback Machine.] / М. В. Загирняк, И. А. Шведчикова // Технічна електродинаміка. – 2010.
- Конические электрические машины: струк-турно-системный анализ класса / В. Ф. Шинкаренко, В. С. Белинский // Электромашиностроение и электрооборудование. – 2005. – Вип. 64. – С. 54–61.
- Шинкаренко ВФ. Обертові електричні машини: область існування, геноміка і таксономія класу [Архівовано 16 листопада 2017 у Wayback Machine.] / Шинкаренко В. Ф. // НТУ" ХПІ". – 2005. – С. 74–78.
- Границы классов и структура генома электрических машин вращательного и поступательного движения / В. Ф. Шинкаренко, Н. А. Платкова, А. А. Августинович // Материалы междунар. науч. - техн. конф." Проблемы повышения эффективности электромеханических преобразователей в электроэнергетических системах. – 2004. – С. 79–81.
- Шинкаренко В. Ф. Системные парадоксы классической электромеханики / Шинкаренко В. Ф. // Материалы междунар. науч. - техн. конф." Проблемы повышения эффективности электромеханических преобразователей в электроэнергетических системах. – 2004. – С. 76–79.
- ЕНЕТИЧЕСКИЙ ПОДХОД–КЛЮЧ К СОЗДАНИЮ СЛОЖНЫХ ТЕХНИЧЕСКИХ СИСТЕМ / Ю. Н. Кузнецов, В. Ф. Шинкаренко // Технологічні комплекси. – 2012. – Вип. 1-2. – С. 015—020.
- Генетически допустимое разнообразие электрических машин с предельным использованием активного объема / В. Ф. Шинкаренко, С. А. Маляренко, А. О. Тороповский // Електромеханічні і енергозберігаючі системи. – Вип. 1. – 2011. – С. 86–89.
- Структурно-системный анализ гибридных электромеханических объектов внутриродового уровня [Архівовано 26 березня 2020 у Wayback Machine.] / В. Ф. Шинкаренко, Ю. В. Гайдаенко // Электротехника и электромеханика. – 2010. – Вип. 5.
- Использование межвидовых гомологий при синтезе новых структурных разновидностей магнитных сепараторов / В. Ф. Шинкаренко, М. В. Загирняк, И. А. Шведчикова // Электротехника. – Вип. 9. – 2010. – С. 47–51.
- Цилиндрические электрические машины поступательного движения: генетический анализ и таксономическая структура класса [Архівовано 16 листопада 2017 у Wayback Machine.] / В. Ф. Шинкаренко, А. А. Августинович, О. С. Нестыкайло. – НТУ" ХПИ". – 2005.
- Шинкаренко В. Ф. Задачи и проблемы генетической электромеханики / Шинкаренко В. Ф. // Материалы междунар. науч. - техн. конф." Проблемы повышения эффективности электромеханических преобразователей в электроэнергетических системах. – 2003. – С. 11–15.
- Эволюционные модели видообразования в задачах направленного поиска и синтеза новых структурных разновидностей двустепенных электрических машин / В. Ф. Шинкаренко, С. М. Руденко, С. В. Андросюк // Електромашинобудування та електрообладнання. – 2001. – Вип. 56. – С. 61-66.